# Cécile Delessert
Pour les articles homonymes, voir Delessert.
Cécile Delessert, née le 7 octobre 1825 à Passy (Seine) et morte le 26 mars 1887 dans le 16e arrondissement de Paris, devenue par mariage vicomtesse de Valon (1847), puis comtesse de Nadaillac (1852), est une personnalité du règne de Napoléon III et une aquarelliste française.

## Biographie
Fille de Gabriel Delessert (1786-1858) et de Valentine de Laborde (1806-1894), Cécile Julie Thérèse Delessert est issue d'une famille de banquiers calvinistes originaires de Genève, d'abord établie à Lyon puis à Paris.
En 1847, Cécile Delessert épouse en premières noces le vicomte Alexis de Valon (1818-1851), fils d'un député de la Corrèze sous la Restauration. Celui-ci ne tarde pas à se tuer accidentellement, en 1851. Un an plus tard, en 1852, elle se remarie avec le colonel Sigismond du Pouget, comte de Nadaillac, fils du général-marquis de Nadaillac et fervent légitimiste proche du « comte de Chambord », à qui elle rend visite avec son mari à Frohsdorf.
Sous le Second Empire, ses opinions politiques l'empêchent de fréquenter officiellement les Tuileries où trône depuis 1853 l'impératrice Eugénie, qui avait été une de ses camarades de jeux lorsqu'elles étaient enfants. Elle ne sera qu'une visiteuse "du matin" de l'Impératrice, qu'elle accepte toutefois d'accompagner pour le voyage d'inauguration du canal de Suez en 1869, dont elle rapporte un cahier d'illustrations. Après la chute de l'Empire, elle se partage entre Passy et sa résidence de Biarritz. Excellente aquarelliste, c'est dans ce cadre qu'elle réalise de nombreux paysages et natures mortes. Elle dessine également à la souveraine des toilettes que réalise ensuite la marchande de modes attitrée de l'impératrice, Madame Palmyre. 
Elle meurt sans descendance en 1887.

## Pour approfondir